# Sanoker Friedhöfe
Im Stadtgebiet von Sanok gibt es folgende bestehende und ehemalige Friedhöfe.
Der mit Abstand größte unter ihnen war der im Jahre 1896 gegründete Sanoker Zentralfriedhof.
Dies ist eine Liste von Friedhöfen in Sanok.
- Kommunalfriedhof Sanok-Süd an der Ustronie-Straße
- Pfarrfriedhof rund um die Kirche zu Mariä Geburt an der Najświętszej Maryi Panny-Allee.
- Kommunalfriedhof Sanok-Posada an der Lipińskiego-Straße
- Sanoker Zentralfriedhof an der Rymanowska-Straße
- Pfarrfriedhof Olchowce an der Kółkowa-Straße

## Historische Friedhöfe Alt-Sanoks
In Sanok befanden sich folgende Bestattungsplätze:
- Der alte Friedhof rund um die Schlosskapelle (heutiger Burgplatz)
- Der alte katholische Friedhof der Pfarre St. Michael (heutiger Michaelplatz), die menschlichen Skelette nach Nord-Süd sowie West-Ost-Orientierung gerichtet waren.
- Der alte katholische Kirche-Friedhof von St. Mariä-Himmelfahrt-Kirche hinter der Stadtmauer (heutiger Grzegorza-Straße)
- Der alte Kirche-Friedhof der Franziskaner (heutiger Franziskanerkloster)
- Der alte Friedhof rund um die katholische St. Hedwigskapelle hinter der Stadtmauer (heutiger Rybacka-Straße), die menschlichen Skelette nach Nord-Süd gerichtet waren.
- Der alte orthodoxe Friedhof rund um die Kirche zu Entschlafung Mariens hinter der Stadtmauer (heutiger Piłsudskiego-Straße), die menschlichen Skelette nach West-Ost-Orientierung gerichtet waren.
- Der alte Kommunalfriedhof an der Sobieskiego-Straße. Er wurde von 1784 bis 1857 belegt, die menschlichen Skelette nach Nord-Süd gerichtet waren.
- Der heutige “alte” Kommunalfriedhof an der Matejki-Straße (heutiger Zentralfriedhof)

### Jüdische Friedhöfe
- Der ehemalige jüdische Friedhof zu Sanok an der Jagiellonska-Straße wurde seit dem 16. Jh. betrieben und 1784 aufgelassen (heutige große Grünanlage in der Jagiellońska-Straße).
- Der jüdische Friedhof an der Głogowa-Straße wurde von 1784 bis 1957 belegt.

### Soldatenteil auf den kommunalen Friedhöfen Kriegsgräberstätte
- Das Massengrab des 32. Ungarischen Infanterie-Regiment auf dem Zentralfriedhof wurde gegen Anfang der kommunistischen Diktatur zerstört (heutiger Sowjetische Ehrenfriedhof).
- Die Sowjetische Kriegsgräberstätte auf dem Friedhof zu Sanok.
- Die Polnische Kriegsgräberstätte des Ersten und Zweiten Weltkrieges auf dem Friedhof zu Sanok.
- Die Sowjetische Kriegsgräberstätte des Zweiten Weltkrieges am Stalag 325/Z bei Olchowce.

## Feuerbestattung
- Urnenwand auf dem Zentralfriedhof